# Killjoys/Episodenliste
Diese Episodenliste enthält alle Episoden der kanadischen Science-Fiction-Serie Killjoys, sortiert nach der kanadischen und US-amerikanischen Erstausstrahlung. Zwischen 2015 und 2019 entstanden in fünf Staffeln insgesamt 50 Episoden mit einer Länge von jeweils etwa 42 Minuten.

## Übersicht
| Staffel | Episodenanzahl | Erstausstrahlung Kanada, USA | Erstausstrahlung Kanada, USA | Deutschsprachige Erstausstrahlung | Deutschsprachige Erstausstrahlung |
| Staffel | Episodenanzahl | Staffelpremiere              | Staffelfinale                | Staffelpremiere                   | Staffelfinale                     |
| ------- | -------------- | ---------------------------- | ---------------------------- | --------------------------------- | --------------------------------- |
| 1       | 10             | 19. Juni 2015                | 21. August 2015              | 28. September 2016                | 26. Oktober 2016                  |
| 2       | 10             | 1. Juli 2016                 | 2. September 2016            | 2. November 2016                  | 30. November 2016                 |
| 3       | 10             | 30. Juni 2017                | 1. September 2017            | 30. August 2017                   | 1. November 2017                  |
| 4       | 10             | 20. Juli 2018                | 21. September 2018           | 28. November 2018                 | 30. Januar 2019                   |
| 5       | 10             | 19. Juli 2019                | 20. September 2019           | 12. September 2019                | 14. November 2019                 |

## Staffel 1
Die Erstausstrahlung der ersten Staffel war vom 19. Juni bis zum 21. August 2015 auf dem kanadischen Sender Space sowie dem US-amerikanischen Sender Syfy zu sehen. Die deutschsprachige Erstausstrahlung sendete der deutsche Pay-TV-Sender Syfy vom 28. September bis zum 26. Oktober 2016.
| Nr. (ges.) | Nr. (St.) | Deutscher Titel       | Originaltitel          | Erstausstrahlung Kanada, USA | Deutschsprachige Erstausstrahlung (D) | Regie           | Drehbuch          |
| ---------- | --------- | --------------------- | ---------------------- | ---------------------------- | ------------------------------------- | --------------- | ----------------- |
| 1          | 1         | Level 5               | Bangarang              | 19. Juni 2015                | 28. Sep. 2016                         | Chris Grismer   | Michelle Lovretta |
| 2          | 2         | Mission Sugar Point   | The Sugar Point Run    | 26. Juni 2015                | 28. Sep. 2016                         | Chris Grismer   | Jeremy Boxen      |
| 3          | 3         | Tödliche Ernte        | The Harvest            | 3. Juli 2015                 | 5. Okt. 2016                          | Michael Robison | Aaron Martin      |
| 4          | 4         | Das Gefäß             | Vessel                 | 10. Juli 2015                | 5. Okt. 2016                          | Andy Mikita     | Emily Andras      |
| 5          | 5         | Systemfehler          | A Glitch in the System | 17. Juli 2015                | 12. Okt. 2016                         | Chris Grismer   | Adam Barken       |
| 6          | 6         | Big Joe               | One Blood              | 24. Juli 2015                | 12. Okt. 2016                         | Michael Nankin  | Annmarie Morais   |
| 7          | 7         | Die Mensch-Maschine   | Kiss Kiss, Bye Bye     | 31. Juli 2015                | 19. Okt. 2016                         | Paolo Barzman   | Michelle Lovretta |
| 8          | 8         | Tödlicher Regen       | Come the Rain          | 7. Aug. 2015                 | 19. Okt. 2016                         | Peter Stebbings | Jeremy Boxen      |
| 9          | 9         | Geliebter Feind       | Enemy Khylen           | 14. Aug. 2015                | 26. Okt. 2016                         | Paolo Barzman   | Emily Andras      |
| 10         | 10        | Fluchtgeschwindigkeit | Escape Velocity        | 21. Aug. 2015                | 26. Okt. 2016                         | Ken Girotti     | Michelle Lovretta |

## Staffel 2
Die Erstausstrahlung der zweiten Staffel war vom 1. Juli bis zum 2. September 2016 auf dem kanadischen Sender Space sowie dem US-amerikanischen Sender Syfy zu sehen. Die deutschsprachige Erstausstrahlung sendete der deutsche Pay-TV-Sender Syfy vom 2. bis zum 30. November 2016.
| Nr. (ges.) | Nr. (St.) | Deutscher Titel    | Originaltitel                            | Erstausstrahlung Kanada, USA | Deutschsprachige Erstausstrahlung (D) | Regie               | Drehbuch                                             |
| ---------- | --------- | ------------------ | ---------------------------------------- | ---------------------------- | ------------------------------------- | ------------------- | ---------------------------------------------------- |
| 11         | 1         | Die Vision         | Dutch and the Real Girl                  | 1. Juli 2016                 | 2. Nov. 2016                          | Stefan Pleszczynski | Michelle Lovretta                                    |
| 12         | 2         | Zurück in Old Town | Wild, Wild Westerley                     | 8. Juli 2016                 | 2. Nov. 2016                          | Martin Wood         | Sean Reycraft                                        |
| 13         | 3         | Dunkles Geheimnis  | Shaft                                    | 15. Juli 2016                | 9. Nov. 2016                          | Martin Wood         | Jon Cooksey                                          |
| 14         | 4         | Endstation Schule  | Schooled                                 | 22. Juli 2016                | 9. Nov. 2016                          | Ruba Nadda          | Julian Doucet Idee: Jennifer Kennedy & Julian Doucet |
| 15         | 5         | Familienbande      | Meet the Parents                         | 29. Juli 2016                | 16. Nov. 2016                         | Jeff Renfroe        | Adam Barken                                          |
| 16         | 6         | Lucy               | I Love Lucy                              | 5. Aug. 2016                 | 16. Nov. 2016                         | Grant Harvey        | Jon Cooksey                                          |
| 17         | 7         | Die Marionette     | Heart-Shaped Box                         | 12. Aug. 2016                | 23. Nov. 2016                         | April Mullen        | Michelle Lovretta                                    |
| 18         | 8         | Der Zwölfte Mönch  | Full Metal Monk                          | 19. Aug. 2016                | 23. Nov. 2016                         | Paolo Barzman       | Sean Reycraft                                        |
| 19         | 9         | Gegen die Mauer    | Johnny Be Good                           | 26. Aug. 2016                | 30. Nov. 2016                         | Stefan Pleszczynski | Adam Barken                                          |
| 20         | 10        | Rache              | How to Kill Friends and Influence People | 2. Sep. 2016                 | 30. Nov. 2016                         | Peter Stebbings     | Michelle Lovretta & Jeremy Boxen                     |

## Staffel 3
Die Erstausstrahlung der dritten Staffel war vom 30. Juni bis zum 1. September 2017 auf dem kanadischen Sender Space sowie dem US-amerikanischen Sender Syfy zu sehen. Die deutschsprachige Erstausstrahlung sendete der deutsche Pay-TV-Sender Syfy vom 30. August bis zum 1. November 2017.
| Nr. (ges.) | Nr. (St.) | Deutscher Titel      | Originaltitel                     | Erstausstrahlung Kanada, USA | Deutschsprachige Erstausstrahlung (D) | Regie               | Drehbuch              |
| ---------- | --------- | -------------------- | --------------------------------- | ---------------------------- | ------------------------------------- | ------------------- | --------------------- |
| 21         | 1         | Trügerische Ruhe     | Boondoggie                        | 30. Juni 2017                | 30. Aug. 2017                         | Stefan Pleszczynski | Michelle Lovretta     |
| 22         | 2         | Unter die Haut       | A Skinner, Darkly                 | 7. Juli 2017                 | 6. Sep. 2017                          | Andy Mikita         | Michelle Lovretta     |
| 23         | 3         | Mit deinen Augen     | The Hullen Have Eyes              | 14. Juli 2017                | 13. Sep. 2017                         | Ruba Nadda          | Adam Barken           |
| 24         | 4         | Ex und Hopp          | The Lion, the Witch & the Warlord | 21. Juli 2017                | 20. Sep. 2017                         | Paolo Barzman       | Julian Doucet         |
| 25         | 5         | Der Maulwurf         | Attack the Rack                   | 28. Juli 2017                | 27. Sep. 2017                         | Jeff Renfroe        | Shernold Edwards      |
| 26         | 6         | Aufstieg und Fall    | Necropolis Now                    | 4. Aug. 2017                 | 4. Okt. 2017                          | Samir Rehem         | Andrew De Angelis     |
| 27         | 7         | Zwei Wölfe im Herzen | The Wolf You Feed                 | 11. Aug. 2017                | 11. Okt. 2017                         | Stefan Pleszczynski | Nikolijne Troubetzkoy |
| 28         | 8         | Schallwandler        | Heist, Heist Baby                 | 18. Aug. 2017                | 18. Okt. 2017                         | April Mullen        | Julie Puckrin         |
| 29         | 9         | Nacht der Wahrheit   | Reckoning Ball                    | 25. Aug. 2017                | 25. Okt. 2017                         | Peter Stebbings     | Adam Barken           |
| 30         | 10        | Der Anfang           | Wargasm                           | 1. Sep. 2017                 | 1. Nov. 2017                          | Stefan Pleszczynski | Michelle Lovretta     |

## Staffel 4
Die Erstausstrahlung der vierten Staffel war vom 20. Juli bis zum 21. September 2018 auf dem kanadischen Sender Space sowie dem US-amerikanischen Sender Syfy zu sehen. Die deutschsprachige Erstausstrahlung sendete der deutsche Pay-TV-Sender Syfy vom 28. November 2018 bis zum 30. Januar 2019.
| Nr. (ges.) | Nr. (St.) | Deutscher Titel    | Originaltitel                                           | Erstausstrahlung Kanada, USA | Deutschsprachige Erstausstrahlung (D) | Regie                 | Drehbuch              |
| ---------- | --------- | ------------------ | ------------------------------------------------------- | ---------------------------- | ------------------------------------- | --------------------- | --------------------- |
| 31         | 1         | Der erste Auftrag  | The Warrior Princess Bride                              | 20. Juli 2018                | 28. Nov. 2018                         | Stefan Pleszczynski   | Michelle Lovretta     |
| 32         | 2         | Die Umwandlung     | Johnny Dangerously                                      | 27. Juli 2018                | 5. Dez. 2018                          | Samir Rehem           | Michelle Lovretta     |
| 33         | 3         | Die Geburt         | Bro-d Trip                                              | 3. Aug. 2018                 | 12. Dez. 2018                         | Samir Rehem           | Julian Doucet         |
| 34         | 4         | Elternglück        | What to Expect When You’re Expecting… An Alien Parasite | 10. Aug. 2018                | 19. Dez. 2018                         | Stefan Pleszczynski   | Nikolijne Troubetzkoy |
| 35         | 5         | Das Riesenbaby     | Greening Pains                                          | 17. Aug. 2018                | 26. Dez. 2018                         | Stefan Pleszczynski   | Adam Barken           |
| 36         | 6         | Die Spinne         | Baby, Face Killer                                       | 24. Aug. 2018                | 2. Jan. 2019                          | Stefan Pleszczynski   | Julie Puckrin         |
| 37         | 7         | Das schwarze Loch  | O Mother, Where Art Thou?                               | 31. Aug. 2018                | 9. Jan. 2019                          | Michael Marshall      | Andrew De Angelis     |
| 38         | 8         | Der Sturm          | It Takes a Pillage                                      | 7. Sep. 2018                 | 16. Jan. 2019                         | Stephanie Morgenstern | Andrew De Angelis     |
| 39         | 9         | Der Angriff        | The Kids Are Alright                                    | 14. Sep. 2018                | 23. Jan. 2019                         | Stefan Pleszczynski   | Julian Doucet         |
| 40         | 10        | In letzter Sekunde | Sporemageddon                                           | 21. Sep. 2018                | 30. Jan. 2019                         | Stefan Pleszczynski   | Adam Barken           |

## Staffel 5
Die Erstausstrahlung der fünften Staffel war vom 19. Juli bis zum 20. September 2019 auf dem kanadischen Sender Space sowie dem US-amerikanischen Sender Syfy zu sehen. Die deutschsprachige Erstausstrahlung sendete der deutsche Pay-TV-Sender Syfy vom 12. September bis zum 14. November 2019.
| Nr. (ges.) | Nr. (St.) | Deutscher Titel         | Originaltitel             | Erstausstrahlung Kanada, USA | Deutschsprachige Erstausstrahlung (D) | Regie               | Drehbuch                     |
| ---------- | --------- | ----------------------- | ------------------------- | ---------------------------- | ------------------------------------- | ------------------- | ---------------------------- |
| 41         | 1         | Wer bin ich?            | Run, Yala, Run            | 19. Juli 2019                | 12. Sep. 2019                         | Peter Stebbings     | Michelle Lovretta            |
| 42         | 2         | 27 Tage                 | Blame it on the Rain      | 26. Juli 2019                | 19. Sep. 2019                         | Peter Stebbings     | Nikolijne Troubetzkoy        |
| 43         | 3         | Wer bist du?            | Three Killjoys and a Lady | 2. Aug. 2019                 | 26. Sep. 2019                         | Paolo Barzman       | Vivian Lin & Derek Robertson |
| 44         | 4         | Hoffnung                | Ship Outta Luck           | 9. Aug. 2019                 | 3. Okt. 2019                          | Paolo Barzman       | Julie Puckrin                |
| 45         | 5         | Königinnen              | A Bout, A Girl            | 16. Aug. 2019                | 10. Okt. 2019                         | James Genn          | Andrew De Angelis            |
| 46         | 6         | Der Coup der Killjoys   | Three Mutineers           | 23. Aug. 2019                | 17. Okt. 2019                         | James Genn          | Adam Barken                  |
| 47         | 7         | Militainment            | Cherchez La Bitch         | 30. Aug. 2019                | 24. Okt. 2019                         | Paolo Barzman       | Michelle Lovretta            |
| 48         | 8         | Die Tapisserie          | Don’t Stop Beweaving      | 6. Sep. 2019                 | 31. Okt. 2019                         | Paolo Barzman       | Julian Doucet                |
| 49         | 9         | Der Anfang und das Ende | Terraformance Anxiety     | 13. Sep. 2019                | 7. Nov. 2019                          | Stefan Pleszczynski | Adam Barken                  |
| 50         | 10        | Ende gut, alles gut     | Last Dance                | 20. Sep. 2019                | 14. Nov. 2019                         | Stefan Pleszczynski | Michelle Lovretta            |